# Abus narcissique
L'abus narcissique est, en psychanalyse, un terme qui a émergé à la fin du XXe siècle et qui est devenu plus important au début du XXIe siècle en raison des travaux d'Alice Miller et d'autres néo-freudiens, rejetant la psychanalyse car considérée comme étant similaire aux pédagogies toxiques.
Alice Miller a utilisé le terme abus narcissique pour se référer à une forme spécifique de violence psychologique de parents narcissiques envers les enfants, c'est-à-dire les parents qui ont besoin de leur enfant pour répondre à leurs propres besoins et sentiments afin de se valoriser socialement, ce qui constitue un abus narcissique. Le terme a également été utilisé plus largement pour désigner les formes d'abus ou de maltraitance dans les relations sociales de la part de narcissiques, ou de personnes atteintes d'un trouble de la personnalité narcissique.
La culture de l'auto-assistance (self-help) suppose actuellement que quelqu'un qui a été victime d'abus de la part de parents narcissiques étant enfant se débat probablement avec des problèmes de codépendance à l'âge adulte. Un adulte qui est, ou a été, en relation avec un narcissique est susceptible de ne pas savoir ce qui constitue une relation "normale".

## Élever un enfant

### Pionniers: Ferenczi
Les racines de la découverte de l'abus narcissique peuvent remonter jusqu'à l'œuvre de Sándor Ferenczi.
Dans son article fondateur "Confusion of Tongues Between Adults and the Child", Ferenczi fait valoir qu'"une mère peut faire comme une infirmière permanente, en réalité une mère de substitution, en pleurant sa souffrance et en ignorant totalement les intérêts de l'enfant". Dans ces modèles distordus d'interactions parent-enfant, Ferenczi pensait que le silence et l'hypocrisie des aidants étaient les aspects les plus traumatisants de la maltraitance, et finalement produire ce qu'il appelait la "mortification narcissique".
Ferenczi a également examiné ces distorsions dans la relation thérapeute-patient s'accusant d'abus sadiques (et implicitement narcissique) envers ses patients.

### Kohut, Horney et Miller
Un demi-siècle plus tard, dans le sillage de Kohut du "narcissisme normal", le concept de l'habileté narcissique normale est arrivé. Selon Kohut, le manquement maternel d'exercer les fonctions narcissiques du selfobject, fonction du "mirroring", cause une perturbation narcissique. Le manquement paternel pourrait produire le même résultat : Kohut a exploré par exemple les reproches transférentielles d'un fils vis-à-vis de son père qui était préoccupé par sa propre auto-amélioration, et qui donc refusait de répondre à l'originalité de son fils[source insuffisante].
Karen Horney avait déjà mis en évidence le trouble (particulièrement l'ambition compulsive d'amour et de puissance) qui résulterait d'une enfance heurtée par le narcissisme parental et abusif. Elle annonçait ainsi le travail d'Alice Miller et d'autres dans ce domaine.
Alice Miller met l'accent sur le processus de reproduction de l'abus narcissique, l'idée que les relations amoureuses et les relations avec les enfants sont les répétitions[réf. nécessaire] de distorsions narcissiques antérieures. Les premiers travaux de Miller étaient dans la même lignée que ceux de Kohut concernant des déficits d'empathie et de mirroring, avec un accent sur la façon dont les adultes perpétuent eux-mêmes la rage narcissique de leurs premières années dans un cycle intergénérationnel. D'après Miller, lorsqu'un enfant est abusé narcissiquement pour le besoin des adultes, il peut développer une étonnante capacité à percevoir et à répondre de manière intuitive, inconsciente, à ce besoin, et ainsi prendre le rôle qui lui avait inconsciemment été attribué.

### Développements élargis
Les travaux de Miller mettant l'accent sur l'interaction réelle entre le parent et l'enfant, ont contesté la conception freudienne de l'Œdipe, en soutenant des fondements moraux et pédagogiques de l'industrie thérapeutique ; elle l'a fait à un moment où le "mot-clé" des années 1980 était invariablement "abus".
Avec le temps (et la polémique), une version plus allégée de la notion d'abus narcissique est progressivement venue imprégner la majeure partie de la culture de la psychothérapie.
- Au XXIe siècle, l'analyse transactionnelle a mis en lumière les patients ayant subi des abus narcissique étant enfants (qui est une blessure en voie de développement), en examinant, par exemple, le garçon dans un foyer où il n'y a que des femmes, qui a survécu en développant de puissantes antennes émotionnelles afin de répondre aux besoins émotionnels de sa mère et de sa sœur[17].
- Les post-jungiens ont exploré les effets après une blessure narcissique intense résultant d'un parent sans empathie[18]. En particulier, Polly Young-Eisendrath souligne la façon dont les aspirations narcissiques des mères (ou des pères) pour amasser la gloire réfléchit à travers leurs enfants, ce qui peut entraîner des résultats désastreux pour la mère et l'enfant si les deux perdent leur capacité de développement autonome[19].
- La théorie de relation à l'objet souligne à la fois que l'expérience la plus traumatisante est l'absence de don émotionnel d'une mère ou d'un père, et que, dans un modèle intergénérationnel, les gens qui ont été élevés par des parents autoritaires et tyranniques seront souvent des parents élevant leurs enfants de la même façon[20]. Adam Phillips ajoute que la mère qui est intrusive dans la vie de son enfant et qui étouffe son autonomie produit en lui, souvent de manière inconsciente, un désir de vengeance sans fin[21].
- Julia Kristeva souligne la manière dont l'appariement des mères et des pères, surprotecteurs et inquiets, qui ont choisi l'enfant comme un membre artificiel narcissique et gardant cet enfant comme un élément de rappel, intensifie la tendance de l'enfant à l'omnipotence[22].
- M. Scott Peck a perçu des formes plus douces, mais néanmoins destructrices, du narcissisme parental, ainsi que la profondeur de l'éventuelle confusion produite par le narcissisme de la mère, dans les cas les plus graves[23].
- Le terme est également apparu dans le cadre du syndrome d'aliénation parental dans des situations où, par inversion des rôles, l'enfant devient comme un "antidépresseur vivant" en remplissant le vide affectif du parent aliénant : le résultat est que le parent se cramponne à l'enfant comme une personne qui se noie[24].

Dans le "dictionnaire complet de la psychanalyse" de 2009, la seule apparition du terme est en relation avec l'utilisation abusive du sofa pour le gain narcissique ; il est vu par certains patients et thérapeutes comme un "symbole de statut" conférant un abus narcissique.

## Relations adultes
L'abus narcissique peut également se produire dans une relation d'adultes où la personne narcissique tend à chercher un partenaire à succès (indépendante, instruite et attractive) et empathique, afin de gagner l'admiration de ses attributs (approvisionnement narcissique). Le narcissique crée une dynamique relationnelle d'agresseur et de victime grâce à une série d'abus découlant d'une liaison traumatique ; la relation, devenant de plus en plus abusive, deviendra difficile à quitter pour le partenaire.
Les codépendants peuvent volontairement rechercher des relations avec des narcissiques[source insuffisante],.
Les relations des narcissiques sont caractérisées par une période d'engagement intense et d'idéalisation de leur partenaire, suivie par la dévaluation, et un rejet rapide du partenaire. Au début d'une relation avec un narcissique, le partenaire est montré comme le self idéal du narcissique, qui comprend la pseudo-empathie, la gentillesse et le charme. Une fois que le partenaire est engagé dans la relation (par exemple, par le mariage ou un partenariat d'affaires), le vrai soi du narcissique va commencer à émerger[réf. nécessaire]. L'abus narcissique initial commence avec des commentaires dévalorisants et pousse au mépris, en ignorant le comportement, l'adultère, le sabotage, et, parfois, la violence physique[source insuffisante]. Le narcissique est en réalité constitué d'une combinaison de sentiments de droits et de faible estime de soi. Ses sentiments d'insuffisance sont projetés sur la victime. Si la personne narcissique ne se sent pas attractive, elle va déprécier l'apparence de leur partenaire romantique. Si le narcissique fait une erreur, cette erreur devient la faute du partenaire. Les narcissiques agissent aussi insidieusement, par manipulation, en faisant des remarques sur la victime qui traduisent en réalité leurs propres comportements et pensées (gaslighting)[source insuffisante]. Toute critique au narcissique, aussi légère soit-elle, qu'elle soit réelle ou perçue, lui déclenche souvent une rage narcissique. Cela peut prendre la forme de tirades hurlantes ou de sabotage silencieux (préparations de pièges, propagation de rumeurs, etc). La phase de rejet peut être rapide et se produit une fois que l'offre narcissique est obtenue ailleurs. Dans les relations amoureuses, l'approvisionnement narcissique peut être acquise en ayant des affaires. Le nouveau partenaire est dans la phase d'idéalisation donc une nouvelle fois le cycle de la violence narcissique commence. Les narcissiques ne prennent pas la responsabilité de difficultés relationnelles et ne présentent aucun sentiment de remords. Au contraire, ils croient être la victime dans la relation[réf. nécessaire].

## Lectures supplémentaires
- Patricia Evans, Controlling People: How to Recognize, Understand, and Deal with People Who Try to Control You (2003)
- Alice Miller, The Drama of the Gifted Child (1979)
- Steven Stosny, Treating Attachment Abuse (1995)
- Estela Welldon, Mother, Madonna, Whore: The Idealization and Denigration of Motherhood (1988)